# جنا تریسترام
جنا تریسترام (انگلیسی: Jenna Tristram؛ زادهٔ ۲۸ اکتبر ۱۹۸۶) بازیکن فوتبال اهل استرالیا است.
از باشگاه‌هایی که در آن بازی کرده‌است می‌توان به بریزبن رور اشاره کرد.
وی همچنین در تیم ملی فوتبال زنان استرالیا بازی کرده‌است.